# Thomas Kinne

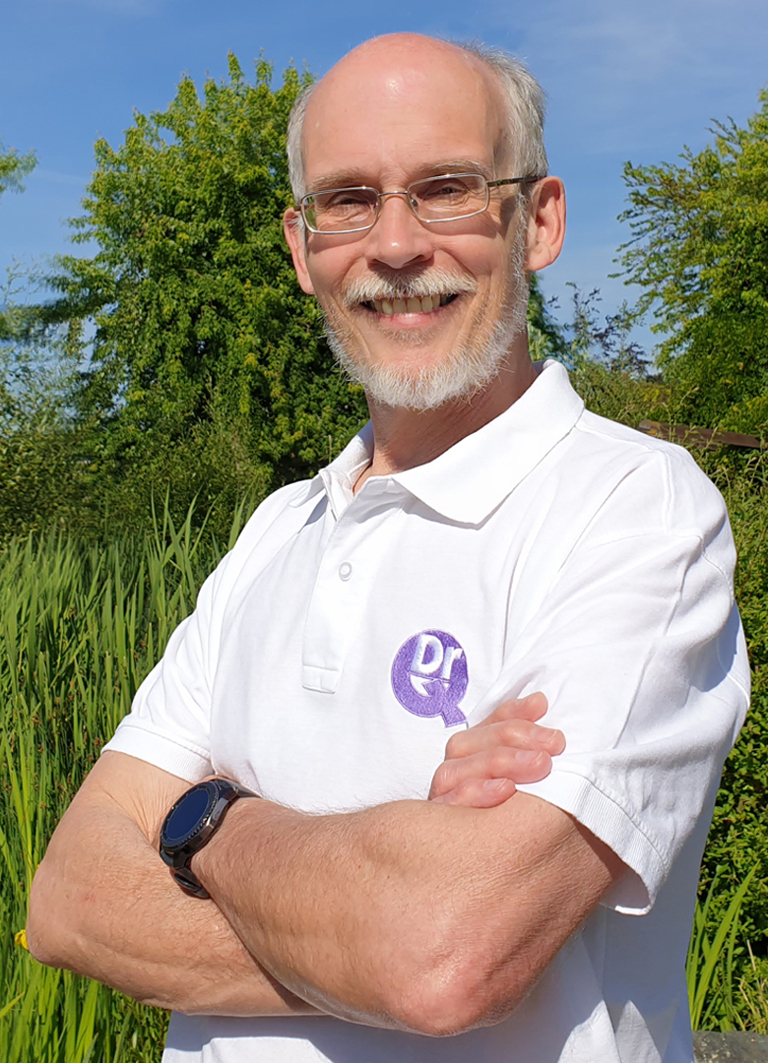
Thomas Kinne (2020)

Thomas J. Kinne (* 26. Februar 1961 in Niederbieber-Segendorf) ist ein deutscher Autor, Übersetzer und Amerikanist. Bekannt wurde er als Teilnehmer und Gewinner bei Quiz- und Gameshows im deutschen und amerikanischen Fernsehen. In der vierten ARD-Staffel von Gefragt – Gejagt trat Kinne als „Der Quizdoktor“ dem Jäger-Team der Show bei.

## Werdegang
Nach dem Abitur am Werner-Heisenberg-Gymnasium Neuwied und dem Wehrdienst studierte Kinne an der Johannes-Gutenberg-Universität in Mainz und an der San Francisco State University in San Francisco sowie der Universitat de València Amerikanistik, Anglistik, Hispanistik, Journalistik und Film, das Studium schloss er mit einer Promotion über Woody Allen ab. Bereits während seines Studiums begann er, als Übersetzer und freier Redakteur für verschiedene Fernsehsender und TV-Produktionsfirmen zu arbeiten und trat parallel dazu in TV-Gameshows als Kandidat auf. Er übersetzte Drehbücher bekannter Fernsehserien wie Cheers und Hill Street Blues (in den jeweiligen verbesserten Neufassungen) ins Deutsche, aber auch zahlreiche Dialoge und Kommentare für Exportversionen von Serien, Filmen und historischen oder naturwissenschaftlichen Dokumentationen des ZDF ins Englische (u. a. SOKO Leipzig, Küstenwache, Unser Charly, Terra X, Deutschlandspiel).
Kinne war mehrere Jahre beim Fremdenverkehrsamt der Seychellen beschäftigt und arbeitete anschließend im Bereich des Tourismus-Marketings. Mitte der 1990er Jahre machte er sich als Übersetzer selbständig und hat seither neben seinen Arbeiten für das Fernsehen Sachbücher übersetzt, zu einem großen Teil aus den Bereichen Film und Comics. Daneben schrieb oder bearbeitete er mehrere Reiseführer und Bildbände und übersetzt auch weiterhin Texte aus unterschiedlichen Branchen für kommerzielle Zwecke.
Neben seinem Beruf beschäftigt sich Kinne auch privat mit Sprachen und besitzt eine der weltweit umfangreichsten Sammlungen von Bänden der französischen Comic-Reihe Astérix in über 120 Sprachen und Dialekten.
Kinne ist verheiratet, hat zwei Töchter und lebt seit 1996 im hessischen Nauheim.

## Leistungen und Auszeichnungen
Kinne promovierte 1994 magna cum laude mit einer Dissertation zu den Elementen jüdischer Tradition im Werk Woody Allens, in der er Verbindungen zwischen aktuellen Filmen und Fernsehserien und einer jahrtausendealten kulturellen und literarischen Tradition herstellte. Fernseh- und Buchproduktionen, an denen er in den folgenden Jahren beteiligt war, wurden mit zahlreichen internationalen Preisen gewürdigt. So wurde unter anderem die ZDF-Produktion Das Drama von Dresden 2006 mit einem internationalen Emmy in der Kategorie „Best Documentary“ ausgezeichnet, die Dokumentation Göring: Eine Karriere 2007 mit der Gold World Medal bei den International TV Programming and Promotion Awards in New York und der Band 75 Years of DC Comics 2011 mit dem Will Eisner Award.

## Fernsehen

### 1990er Jahre
Seinen ersten Fernsehauftritt hatte Kinne am 11. Juni 1991 in Folge 188 von Riskant! der ersten deutschen Fassung der US-Gameshow Jeopardy! auf RTLplus. Im gleichen Jahr noch folgte ein Auftritt in drei Folgen von TicTacToe mit Michael Förster, die RTLplus im März 1992 ausstrahlte. Nach der Höchstanzahl von drei Siegen schied Kinne ungeschlagen aus. Als Jeopardy! 1994 von RTL im Original-Look und unter dem Originaltitel neu aufgelegt wurde, war Kinne einer der drei Kandidaten der Premierenfolge mit Frank Elstner, siegte in dieser und in den folgenden vier Folgen und wurde damit erster deutscher Jeopardy!-Champion und zugleich erster deutscher Fünffach-Champion. Da die Teilnahme auf fünf Sendungen begrenzt war, schied Kinne auch hier ungeschlagen aus und trat ein Jahr später zum ersten „ChampionsCup“ an. Er siegte auch hier zunächst im Viertelfinale, schied dann aber nach mehrfachem Stechen in der Schlussrunde des Halbfinales gegen den punktgleichen Karl Gruber aus Österreich aus. Da Kinne fließend Englisch spricht, durfte er sein Land allerdings als erster Deutscher 1996 beim ersten internationalen Jeopardy!-Turnier in den USA vertreten, das von Alex Trebek moderiert wurde. Auch hier scheiterte Kinne knapp in der Schlussrunde des Halbfinales, diesmal gegen die Britin Mandi Hale, nachdem der dritte Kandidat die Schlussrunde nicht erreicht hatte: Beide verbleibenden Spieler beantworteten die Schlussfrage richtig, doch Hale hatte zuvor mehr Punkte erreicht und gesetzt. Ein halbes Jahr später schaffte es Kinne in der Quizshow Jeder gegen jeden auf Sat.1 erneut unter die drei Finalisten.

### 2000er Jahre
Nach fünfjähriger TV-Abstinenz kehrte Kinne 2001 mit der von Sonja Zietlow moderierten Show Der Schwächste fliegt ins deutsche Fernsehen zurück. In der Folge, die am 19. Oktober 2001 auf RTL ausgestrahlt wurde, besiegte er nacheinander seine acht Mitkandidaten. Kurz darauf schlug er 99 Gegenspieler in Folge 6 und 7 der RTL-Quizshow Einer gegen 100, die in ihrer ersten deutschsprachigen Auflage von Linda de Mol moderiert wurde. Er war der einzige verbleibende Kandidat im Publikum und durfte daraufhin auf dem „heißen Stuhl“ Platz nehmen, konnte sich den erspielten Gewinn aber in Folge 8 nicht sichern.

### 2010er Jahre
Nach einer weiteren mehrjährigen Pause trat Kinne 2015 in Folge 4/27 von Gefragt – Gejagt, die am 24. Juni 2015 erstmals ausgestrahlt wurde, mit drei Mitstreitern gegen Jäger Sebastian Jacoby an. In Runde 1 erspielte Kinne mit 12 korrekt beantworteten Fragen die Summe von 6.000 Euro. In der Finalrunde schlug das Team mit insgesamt 16 richtigen Antworten (einschließlich 4 Rücksetzern) zu dritt den Jäger und konnte gemeinschaftlich 37.500 Euro mit nach Hause nehmen. Ein Jahr später stellte sich Kinne im hessenquiz des hr-fernsehens Spezialfragen zu seiner Wahlheimat und konnte dabei – wie seine Tochter Alisa bereits im Jahr zuvor – in Folge 11 der 22. Staffel den Sieg erringen. Zwei Monate nach der Ausstrahlung stand er in Berlin erneut vor der Kamera, als er sich in Folge 26 der ZDF-Reihe Der Quiz-Champion mit den Experten Michael Herbig (Film und Fernsehen), Franziska van Almsick (Sport), Axel Milberg (Literatur und Sprache), Wigald Boning (Erdkunde) und Guido Knopp (Zeitgeschichte) duellierte und aus der Finalrunde mit einem Gewinn von 100.000 Euro als elfter Quiz-Champion in der Geschichte dieser Reihe hervorging.
2018 trat er als „Meister“ in der Reihe Jackpot-Jäger des hr-fernsehens auf. Seit August 2018 wirkt er als einer der „Jäger“ in der Quizreihe Gefragt – Gejagt im Ersten mit. Im August 2019 war er zudem als „Lockvogel“ für seine Tochter Alisa in der ZDF-Spielshow Sorry für alles zu sehen, wo er mit Eko Fresh rappte und außerdem den Weltrekord im Fangen von Brautsträußen mit verbundenen Augen aufstellte.

### 2020er Jahre
Seit 2020 tritt er auch als Kandidat in Quizsendungen auf, in die sogenannte „Prominente“ als Kandidaten eingeladen werden. So trat er im September 2020 zusammen mit seinem Kollegen Sebastian Jacoby aus Gefragt – Gejagt als Team „Jäger“ in der Show Quizduell Olymp im Ersten an, wo das Team im Stechen gegen das „Olymp“-Mitglied Thorsten Zirkel verlor. Im November 2021 trat er dann zusammen mit Bernhard Hoëcker gegen Sebastian Jacoby und Elton in der Show Wer weiß denn sowas? an. Am 10. Januar 2022 stellte er sich in der Premierenfolge der von Palina Rojinski moderierten Quizshow Gipfel der Quizgiganten auf RTL im Wissensduell den Quizmoderatoren Günther Jauch, Johannes B. Kerner und Guido Cantz und siegte gemeinsam mit der Kandidatin Dorothée Zensen. Am 19. Februar 2022 trat Kinne in einem „Flüsse-Duell“ gegen den 13-jährigen Robin Schäfer in der von Kai Pflaume moderierten Eurovisions-Sendung Klein gegen Groß – Das unglaubliche Duell an, die zeitgleich von ARD, ORF und SRF ausgestrahlt wurde. Im Erkennen von Flussläufen aus aller Welt auf einem neutralen Hintergrund unterlag er seinem Gegenspieler mit 23:31. Am 20. September 2022 trat er mit seiner Tochter Alisa zu einem Kochwettbewerb in der Serie Doppelt kocht besser, moderiert von Alexander Kumptner, auf Sat.1 an. Am 7. Oktober 2022 übernahm er die Vertretung für den erkrankten Thorsten Zirkel in der Quizsendung Quizduell Olymp, moderiert von Esther Sedlaczek, im Ersten. Er ist damit die einzige Person, die sowohl in Gefragt – Gejagt als auch im Quizduell auf beiden Seiten des jeweiligen Duells stand. Knapp ein Jahr nach seinem ersten Auftritt kehrte er im Oktober 2022 zu Wer weiß denn sowas? zurück, wo er diesmal an der Seite von Elton gegen seinen „Jäger“-Kollegen Sebastian Klussmann und Bernhard Hoëcker im Rahmen des knapp 25-stündigen Live-Quizmarathons spielte, der vollständig in der ARD Mediathek und auszugsweise im Fernsehprogramm Das Erste übertragen wurde. Bei einem weiteren Auftritt im Quizduell Olymp spielte er 2023 an der Seite seines „Jäger“-Kollegen Manuel Hobiger. Am 16. September 2023 kehrte er anlässlich des jährlichen Spenden-Specials zugunsten der Deutschen Krebshilfe, gemeinsam mit Sebastian Jacoby und Marie-Louise Finck, als prominenter Kandidat zum Quiz-Champion (ZDF) zurück, wo er erneut gegen Michael „Bully“ Herbig (Film und Fernsehen) und Axel Milberg (Sprache und Literatur) sowie erstmals gegen Andrea Kiewel (Musik), Marcel Reif (Sport) und Sarah Wiener (Ernährung) antrat. Er gewann drei Duelle. Am 23. Dezember 2023 trat er bei einem zweiten Auftritt in Klein gegen Groß gemeinsam mit seinen sechs Kollegen aus dem Jäger-Team von Gefragt – gejagt in einem Geographie-Duell gegen den 12-jährigen Ahmad Amad an, der behauptete, sieben Fakten zu nahezu jedem Staat der Erde nennen zu können. Außerdem war er Telefonjoker in Die Millionenshow (ORF) am 6. Februar 2023 und in Wer wird Millionär? (RTL) am 12. Februar 2024. Am 25. April 2024 überraschte er in seiner Rolle als „Jäger“ Edin Hasanović in Folge 9 der ZDFneo-Talkshow Neo Ragazzi mit Tommi Schmitt und Sophie Passmann.

### Fernsehauftritte als Kandidat
| Serie                   | Folge | Erstausstrahlung | Sender       | Moderator           | (Final-)Gegner                                                    | Ausgang                  |
| ----------------------- | ----- | ---------------- | ------------ | ------------------- | ----------------------------------------------------------------- | ------------------------ |
| Riskant!                | 188   | 11. Juni 1991    | RTL plus     | Hans-Jürgen Bäumler | Steffen Schindler (Gewinner); Steffen C.                          | 3. Platz                 |
| TicTacToe               | 31    | 26. März 1992    | RTL plus     | Michael Förster     | Ellen, Helga, Werner                                              | Gewinner                 |
| TicTacToe               | 32    | 27. März 1992    | RTL plus     | Michael Förster     | Andreas, Wolf, Sibylle                                            | Gewinner                 |
| TicTacToe               | 33    | 30. März 1992    | RTL plus     | Michael Förster     | Siegbert Woring, Harald, Ines                                     | Gewinner                 |
| Jeopardy!               | 1     | 17. Okt. 1994    | RTL          | Frank Elstner       | Tanja Dönhoff, Josef Schmitz                                      | Gewinner                 |
| Jeopardy!               | 2     | 18. Okt. 1994    | RTL          | Frank Elstner       | Stefan Schröter, Anka Feldhusen                                   | Gewinner                 |
| Jeopardy!               | 3     | 19. Okt. 1994    | RTL          | Frank Elstner       | Norbert Selbach, Andrea Schröder                                  | Gewinner                 |
| Jeopardy!               | 4     | 20. Okt. 1994    | RTL          | Frank Elstner       | Martin Mache, Regina Bojak                                        | Gewinner                 |
| Jeopardy!               | 5     | 21. Okt. 1994    | RTL          | Frank Elstner       | Peter Ricken, Joachim von Richthofen                              | Gewinner                 |
| Jeopardy!               | 231   | 9. Okt. 1995     | RTL          | Frank Elstner       | Norbert Schaefer, Armin Dörr                                      | Gewinner                 |
| Jeopardy!               | 237   | 17. Okt. 1995    | RTL          | Frank Elstner       | Karl Gruber (Gewinner), Dagmar Henn                               | Halbfinalzweiter         |
| Jeopardy! (USA)         | 2752  | 16. Juli 1996    | syndicated   | Alex Trebek         | Mandi Hale (Gewinner), Søren Wedderkopp                           | Halbfinalzweiter         |
| Jeder gegen jeden       | 63    | 4. Dez. 1996     | Sat.1        | Hans-Hermann Gockel | Jochen Werry (Gewinner), Eric Frost                               | Finalist (3. Platz)      |
| Der Schwächste fliegt   | 155   | 19. Okt. 2001    | RTL          | Sonja Zietlow       | Christa                                                           | Gewinner                 |
| Einer gegen 100         | 6     | 23. Feb. 2002    | RTL          | Linda de Mol        |                                                                   | im Spiel                 |
| Einer gegen 100         | 7     | 9. März 2002     | RTL          | Linda de Mol        |                                                                   | Stuhlkandidat            |
| Einer gegen 100         | 8     | 9. März 2002     | RTL          | Linda de Mol        |                                                                   | 93/100 besiegt           |
| Gefragt – Gejagt        | 4.27  | 24. Juni 2015    | Das Erste    | Alexander Bommes    | Sebastian Jacoby (Jäger)                                          | Gewinner                 |
| hessenquiz              | 22.11 | 5. Feb. 2017     | hr fernsehen | Jörg Bombach        | Dirk Friese, Petra Henke, Valeska Sommer                          | Gewinner                 |
| Der Quiz-Champion       | 25    | 29. Apr. 2017    | ZDF          | Johannes B. Kerner  | Dominik Wahlig                                                    | Gewinner                 |
| Quizduell Olymp         | 122   | 4. Sep. 2020     | Das Erste    | Jörg Pilawa         | Thorsten Zirkel (Finalgegner), Marie-Louise Finck, Eckhard Freise | Niederlage im Stechen    |
| Wer weiß denn sowas?    | 770   | 26. Nov. 2021    | Das Erste    | Kai Pflaume         | Elton, Sebastian Jacoby (Gewinner)                                | Niederlage               |
| Gipfel der Quizgiganten | 1     | 10. Jan. 2022    | RTL          | Palina Rojinski     | Guido Cantz, Günther Jauch, Johannes B. Kerner                    | Gewinner                 |
| Klein gegen Groß        | 48    | 19. Feb. 2022    | Das Erste    | Kai Pflaume         | Robin Schäfer                                                     | Niederlage               |
| Doppelt kocht besser    | 53    | 20. Sep. 2022    | Sat.1        | Alexander Kumptner  | Kai & Celina, Dominik & Anton (Gewinner)                          | 3. Platz                 |
| Wer weiß denn sowas?    |       | 25. Okt. 2022    | Das Erste    | Kai Pflaume         | Bernhard Hoëcker, Sebastian Klussmann                             | Gewinner                 |
| Quizduell Olymp         | 236   | 2. Juni 2023     | Das Erste    | Esther Sedlaczek    | Thorsten Zirkel (Finalgegner), Marie-Louise Finck, Eckhard Freise | Gewinner                 |
| Der Quiz-Champion       | 57    | 16. Sep. 2023    | ZDF          | Johannes B. Kerner  | kein Finale gespielt                                              | 3 von 5 Duellen gewonnen |
| Klein gegen Groß        | 56    | 23. Dez. 2023    | Das Erste    | Kai Pflaume         | Ahmad Awad                                                        | Niederlage des Teams     |

1. ↑  Im Team mit Fabian Zahrt, Carmela Sanchez und Monika Vogt
2. ↑  Im Team mit Sebastian Jacoby
3. ↑  Im Team mit Bernhard Hoëcker
4. ↑  Im Team mit Dorothée Zensen
5. ↑  Im Team mit Alisa Mewes
6. ↑  Im Team mit Elton
7. ↑  Livestream in der ARD Mediathek
8. ↑  Im Team mit Manuel Hobiger
9. ↑  Im Team mit den Jägern aus Gefragt – gejagt

## Podcast- und Internetauftritte
- Die lange Leitung (Podcast), Folge 75: „Obelix, James Bond und der Quizdoktor“, 27. Sep. 2021[45]
- Asterix – der Podcast (Podcast), Folge 1: „Obelix – der heimliche Held“, 21. Okt. 2021[46]
- Sprechplanet (Internet-TV), Folge 62: „Dr. Thomas Kinne“, 26. April 2022[47]
- Webtalkshow (YouTube-Kanal), „Thomas Kinne“, 2. September 2022[48]
- Promi-Talk mit Thees (Podcast), „Thomas Kinne“, 16. Oktober 2022[49]
- Die lange Leitung (Podcast), Folge 150: „Football, Indianer und das Dschungelcamp“, 29. Jan. 2024[50]

## Werke (Auswahl)
Eigene Veröffentlichungen
- Elemente jüdischer Tradition im Werk Woody Allens. Peter Lang, Frankfurt am Main 1996, ISBN 3-631-48530-1.
- Woody Allen und die Juden: Willkommen im Club. In: Beate Neumeier (Hrsg.): Jüdische Literatur und Kultur in Großbritannien und den USA nach 1945. Harrassowitz, Wiesbaden 1998, ISBN 3-447-04108-0.
- Seychellen: Trauminseln im Indischen Ozean (mit Thomas Haltner, Fotograf). Verlagshaus Würzburg, Würzburg 2016, ISBN 978-3-8003-4467-3.
- Seychellen (= Polyglott on tour). Gräfe und Unzer, München 2019, ISBN 978-3-8464-0460-7.
- Dr. Kinnes Sprechstunde. Tredition, Hamburg 2021, ISBN 978-3-347-25316-2.
- Obélix: Beschreibung einer karikativen Persönlichkeit und Analyse ihrer Funktion im satirischen Bildstreifenepos. QDr-Verlag, Nauheim 2021, ISBN 979-8-7213-6851-6.
- Der Bacon-Index: Das große Film-Puzzle. QDr-Verlag, Nauheim 2021, ISBN 979-8-7764-6210-8.
- Gewagt gesagt: Muss man das sagen oder darf man das noch? QDr-Verlag, Nauheim 2024, ISBN 978-3-384-14333-4.
- Tod durch Synchro: Leben, Tod und Wiederauferstehung einer US-Serie im deutschen Fernsehen QDr-Verlag, Nauheim 2025, ISBN 979-8-2948-9429-0.

Übersetzungen
- Die Seychellen aus der Vogelschau. Oasis Productions, Sèvres 2000, ISBN 2-9508687-4-6.
- Billy Wilder. Taschen, Köln 2003, ISBN 3-8228-1685-X.
- Federico Fellini. Taschen, Köln 2003, ISBN 3-8228-1669-8.
- Michelangelo Antonioni. Taschen, Köln 2004, ISBN 3-8228-3086-0.
- Film noir. Taschen, Köln 2004, ISBN 3-8228-2268-X.
- DuMont Weltatlas der Kunst. DuMont, Köln 2004, ISBN 3-8321-5333-0.
- Luis Buñuel. Taschen, Köln 2005, ISBN 3-8228-3374-6.
- Das Stanley-Kubrick-Archiv. Taschen, Köln 2005, ISBN 3-8228-4240-0.
- Horror Cinema. Taschen, Köln 2008, ISBN 978-3-8228-3153-3.
- Art Cinema. Taschen, Köln 2009, ISBN 978-3-8228-3591-3.
- Stanley Kubricks Napoleon. Taschen, Köln 2009, ISBN 978-3-8365-2335-6.
- 75 Jahre DC Comics. Taschen, Köln 2010, ISBN 978-3-8365-2620-3.
- Das James-Bond-Archiv. Taschen, Köln 2012, ISBN 978-3-8365-2105-5.
- National Geographic: In 125 Jahren um die Welt. Taschen, Köln 2014, ISBN 978-3-8365-5034-5.
- Das Charlie-Chaplin-Archiv. Taschen, Köln 2015, ISBN 978-3-8365-3840-4.
- National Geographic: Die Vereinigten Staaten von Amerika. Taschen, Köln 2016, ISBN 978-3-8365-6397-0.
- Die DC Comics Enzyklopädie. Dorling Kindersley (Sonderdruck), München 2017, ISBN 978-1-4654-5357-0.
- Walt Disney’s Mickey Mouse: Die vollständige Geschichte. Taschen, Köln 2018, ISBN 978-3-8365-5283-7.
- Das Star-Wars-Archiv. Episode IV bis VI. Taschen, Köln 2018, ISBN 978-3-8365-6341-3.
- Walt Disney’s Disneyland. Taschen, Köln 2019, ISBN 978-3-8365-6349-9.

## Belege
1. ↑  Christina Növer: Für ihn ist das ganze Leben ein Quiz: Ex-Neuwieder geht in ARD-Sendung auf Kandidatenjagd. In: Rhein-Zeitung. 27. Juli 2018, abgerufen am 28. Juli 2018.
2. ↑  Dr. Thomas Kinne (Jahrgang 1961). In: daserste.de. Abgerufen am 9. Dezember 2021.
3. 1 2  «Gefragt – Gejagt»-Rückkehr: Zwei Jäger für einen Giganten? In: quotenmeter.de. 8. März 2018, abgerufen am 9. April 2018.
4. 1 2  Gefragt - Gejagt: Neue Folgen und zwei neue Jäger für das Quiz! In: Liebenswert. 3. Mai 2018, abgerufen am 12. Dezember 2019.
5. ↑  Abiturientia. In: Werner-Heisenberg-Gymnasium. Archiviert vom Original (nicht mehr online verfügbar) am 29. August 2019; abgerufen am 3. August 2018.  Info: Der Archivlink wurde automatisch eingesetzt und noch nicht geprüft. Bitte prüfe Original- und Archivlink gemäß Anleitung und entferne dann diesen Hinweis.
6. ↑  Supervised Theses. Archiviert vom Original (nicht mehr online verfügbar) am 4. Januar 2018; abgerufen am 4. Januar 2018.  Info: Der Archivlink wurde automatisch eingesetzt und noch nicht geprüft. Bitte prüfe Original- und Archivlink gemäß Anleitung und entferne dann diesen Hinweis.
7. ↑  „Gefragt – Gejagt“: Alle 7 Jäger im Porträt. In: kino.de. Abgerufen am 24. April 2018.
8. ↑  Thomas Kinne. In: IMDb. Abgerufen am 18. November 2017.
9. ↑  Porträt in Der Quiz-Champion, ZDF, ausgestrahlt am 29. April 2017.
10. ↑  Im Gespräch mit Thomas Kinne. In: Comedix.de. Abgerufen am 20. Oktober 2021.
11. ↑  Thomas Kinne: Dr. Kinnes Sprechstunde. Tredition, Hamburg 2021, ISBN 978-3-347-25316-2, S. 309.
12. ↑  Thomas Kinne. In: prisma. Abgerufen am 15. November 2022.
13. ↑  “Das Drama von Dresden” wins Emmy award in New York. In: tempusfilm.com. Abgerufen am 9. November 2017.
14. ↑  New York Festival: Preise für deutsche TV-Produktionen. In: kino.de. 7. Februar 2007, abgerufen am 9. November 2017.
15. ↑  Will Eisner Comic Industry Award Winners – 2011. In: comicsalliance.com. 23. Juli 2011, abgerufen am 9. November 2017.
16. ↑  TicTacToe 33 1992-03-30. In: YouTube. 24. Juli 2018, abgerufen am 3. August 2018.
17. ↑  Harald Gebhardt, „Wie einst Asterix von Sieg zu Sieg“, Mainzer Rhein-Zeitung, 22./23. Oktober 1994, S. 11.
18. ↑  Jeopardy! DE 005 1994-10-21. In: YouTube. 23. Juli 2018, abgerufen am 3. August 2018.
19. ↑  Frank Aretz, „Elstners Kandidat im US-TV“, Express, 2. August 1996, S. 11.
20. ↑  Mandi Hale. In: Internet Movie Database. Abgerufen am 9. November 2017.
21. ↑  Mandi Hale. In: apterous.org. Abgerufen am 9. November 2017.
22. ↑  Show #2752. In: J! Archive. Abgerufen am 10. November 2017.
23. ↑  Der Schwächste fliegt 2001-10-19. In: YouTube. 24. Juli 2018, abgerufen am 3. August 2018.
24. ↑  Gefragt – Gejagt Staffel 1, Folge 27. In: fernsehserien.de. Abgerufen am 9. November 2017.
25. ↑  Gefragt – Gejagt ARD Staffel 1, Folge 27 24.06.2015. In: YouTube. 6. Oktober 2017, abgerufen am 9. November 2017.
26. ↑  Gefragt – Gejagt (Список выпусков). In: gameshows.ru. Abgerufen am 9. November 2017.
27. ↑  Alisa Kinne. In: IMDb. Abgerufen am 9. November 2017.
28. ↑  Jackpot-Jäger. In: IMDb. Abgerufen am 9. April 2018.
29. ↑  Sorry für alles. In: IMDb. Abgerufen am 20. Juli 2019 (englisch).
30. ↑  Wer weiß denn sowas? In: Das Erste. Archiviert vom Original (nicht mehr online verfügbar) am 6. Dezember 2021; abgerufen am 4. November 2021.  Info: Der Archivlink wurde automatisch eingesetzt und noch nicht geprüft. Bitte prüfe Original- und Archivlink gemäß Anleitung und entferne dann diesen Hinweis.
31. ↑  Gipfel der Quizgiganten: Was wissen Günther Jauch, Johannes B. Kerner und Guido Cantz wirklich? In: RTL.de. 10. Januar 2022, abgerufen am 10. Januar 2022.
32. ↑  Giganten-Quiz mit Jauch, Kerner und Cantz enttäuscht – nur die Moderatorin glänzt. In: Focus. 11. Januar 2022, abgerufen am 11. Januar 2022.
33. ↑  Gerhard Berger bei „Klein gegen Groß – Das unglaubliche Duell“ am 19. Februar in ORF 1. In: APA-OTS. 17. Februar 2022, abgerufen am 18. Februar 2022.
34. ↑  Romy Baierlipp: TV-Show: Robin Schäfer aus Kist bei "Klein gegen Groß". In: Mainpost. 17. Februar 2022, abgerufen am 18. Februar 2022.
35. ↑  53. Frühlingsrolle mit Hühnchen. In: SAT1.de. 20. September 2022, abgerufen am 20. September 2022.
36. ↑  Quizduell Olymp, Folge 399: "Team Mannsbilder" gegen den Olymp. In: Das Erste. Abgerufen am 1. Oktober 2022.
37. ↑  Die Gäste beim "Wer weiß denn sowas?"-Quizmarathon. In: DasErste.de. 25. Oktober 2022, abgerufen am 26. Oktober 2022.
38. ↑  „Team Jäger“ gegen den Olymp, Folge 429. In: DasErste.de. Abgerufen am 15. Mai 2023.
39. ↑  Glenn Riedmeier: „Der Quiz-Champion“: Größen aus „Gefragt - Gejagt“ und „Quizduell-Olymp“ im Spenden-Special. In: wunschliste.de. 12. September 2023, abgerufen am 13. September 2023.
40. ↑  ZDF: Der Quiz Champion - 3.318.737 Euro für den guten Zweck. In: zdf.de. ZDF Mediathek, 16. September 2023, abgerufen am 17. September 2023.
41. ↑  Klein gegen Groß - Das unglaubliche Duell. In: daserste.de. 23. Dezember 2023, abgerufen am 20. Dezember 2023.
42. ↑  Die Millionenshow. In: IMDb.com. 6. Februar 2023, abgerufen am 13. Februar 2024.
43. ↑  Michael Eichhammer: "Wer wird Millionär?": Günther Jauch verzweifelt an Publikum und Kandidaten. In: web.de. 13. Februar 2024, abgerufen am 14. Februar 2024.
44. ↑  Tommi Schmitt: Neue Staffel Neo Ragazzi. In: Instagram. 23. April 2024, abgerufen am 23. April 2024.
45. ↑  Obelix, James Bond und der Quizdoktor. In: Die lange Leitung. 27. September 2021, abgerufen am 12. April 2022.
46. ↑  Matthias Schmidt: Der Gallier der Herzen heißt nicht Asterix. In: stern.de. 21. Oktober 2021, abgerufen am 12. April 2022.
47. ↑  Sprechplanet #62. In: Massengeschmack TV. 26. April 2022, abgerufen am 29. April 2022.
48. ↑  Thomas Kinne. In: Webtalkshow mit Nico Gutjahr. 2. September 2022, abgerufen am 2. September 2022.
49. ↑  Thomas Kinne. In: SWR3.de. 16. Oktober 2022, abgerufen am 16. Oktober 2022.
50. ↑  Football, Indianer und das Dschungelcamp! In: Die lange Leitung. 29. Januar 2024, abgerufen am 3. Februar 2024.

| Personendaten    | Personendaten                  |
| ---------------- | ------------------------------ |
| NAME             | Kinne, Thomas                  |
| ALTERNATIVNAMEN  | Kinne, Thomas J.               |
| KURZBESCHREIBUNG | deutsche Fernsehpersönlichkeit |
| GEBURTSDATUM     | 26. Februar 1961               |
| GEBURTSORT       | Niederbieber-Segendorf         |